# Вікна ТАРС

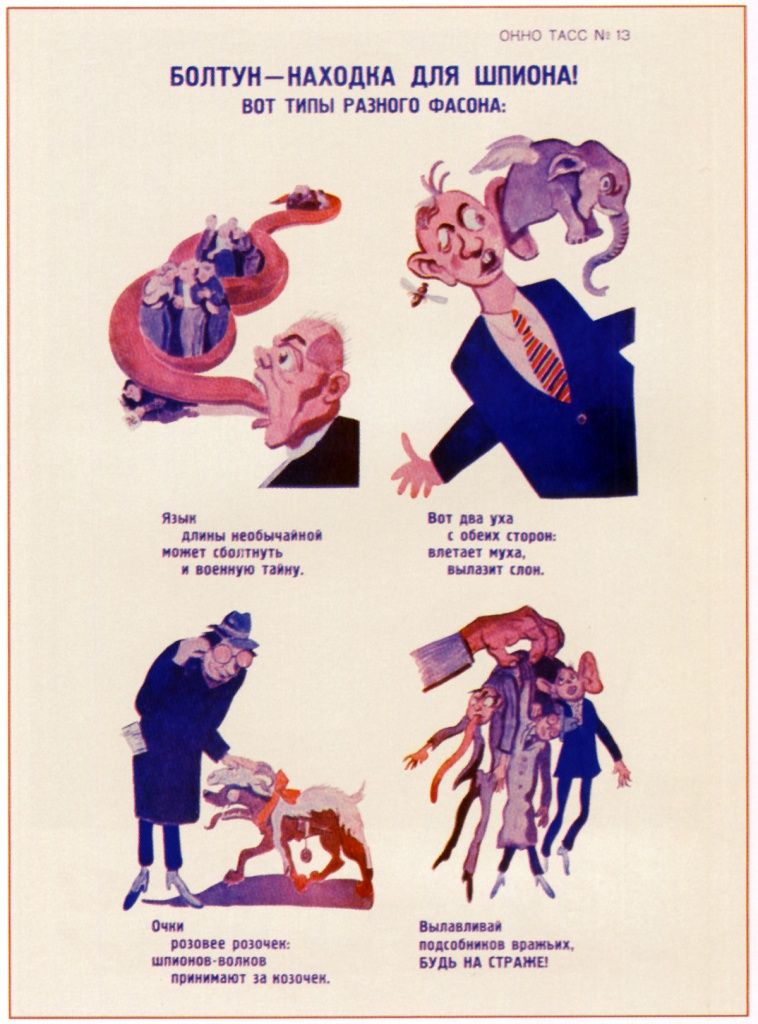
Вікно ТАРС № 13. Базіка — знахідка для шпигуна. Художник: Радаков Олексій Олександрович

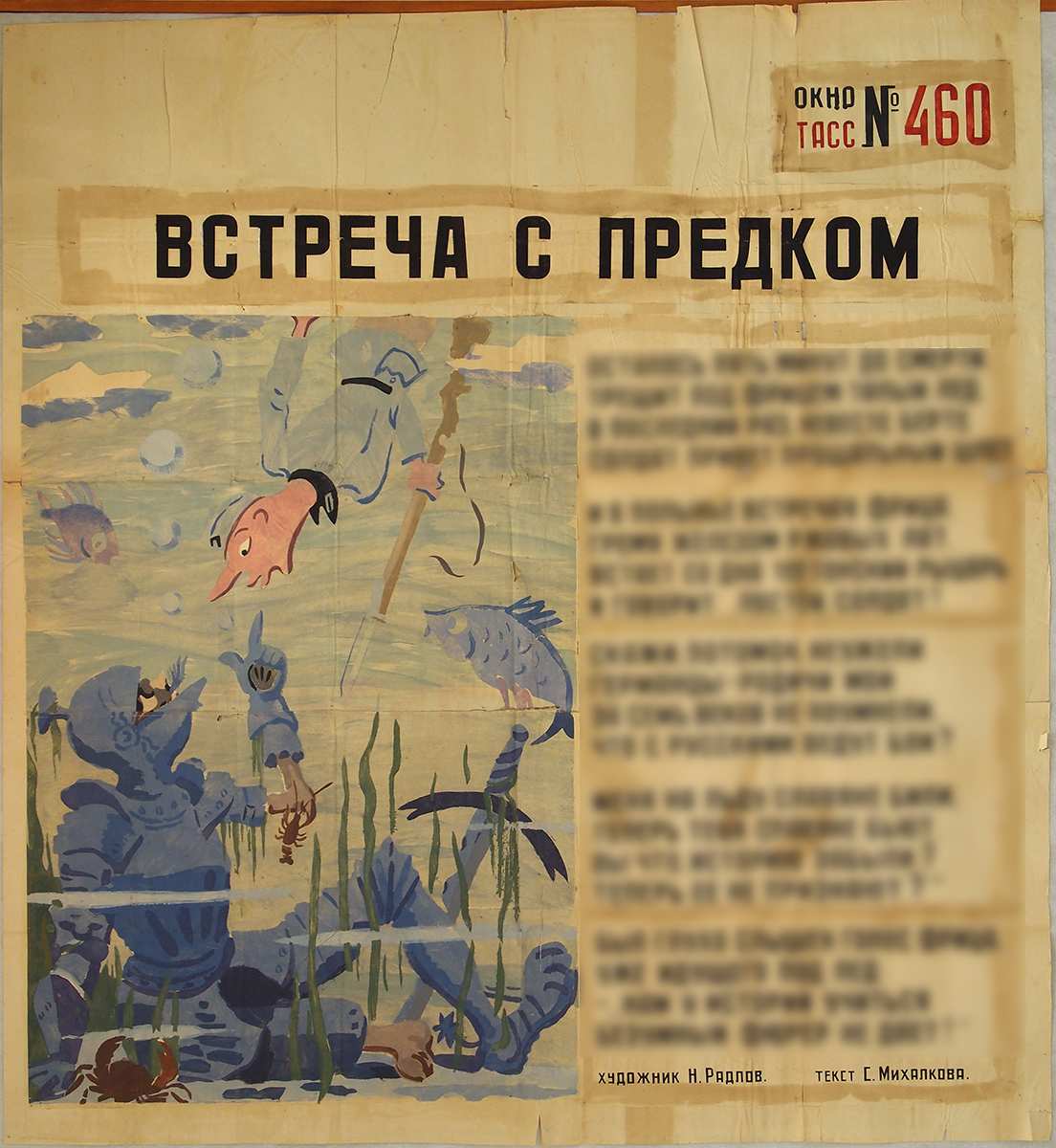
Вікно ТАРС № 460. Зустріч з предком. Художник: Радлов Микола Ернестович

Вікна ТАРС — серія агітаційних плакатів із закликами до захисту Батьківщини (наслідує Вікна РОСТА, які піднімали дух військ Червоної армії в Громадянську війну). З'явилися з початком німецько-радянської війни.
Це був спеціальний вид малотиражного плаката, створюваного не друком, а вручну, нанесенням клейових фарб на папір через трафарет. З цієї причини, порівняно з друкованим плакатом, тарсівський мав більшу свободу кольору. Інша важлива властивість — мобільність, можливість миттєвої реакції на ту чи іншу подію. Сатира, гумор і сміх були головним ключем до образних рішень плакатів «Вікон ТАРС». З цих причин вони були дуже популярними в роки війни.
Художники:
- Головними художниками були Кукринікси
- Черемних Михайло Михайлович
- Шухмін Петро Митрофанович
- Радлов Микола Ернестович
- Котов Петро Іванович

Поети:
- Дем'ян Бєдний
- Жаров Олександр Олексійович
- Лебедєв-Кумач Василь Іванович
- Маршак Самуїл Якович
- Використовувалися вірші покійного Маяковського.

Кукринікси зробили величезний внесок у діяльність «Вікон ТАРС». Їхні аркуші, зокрема, «На прийомі у біснуватого головнокомандувача» (1944), «Загубила я колечко» (1944), за манерою сходять до жанру карикатури, в якому вони працювали в 1920-і.

## Сучасне значення
В наш час[коли?] у вікнах будівлі ТАРС розміщено екрани, на яких демонструються новини.
В грудні 2013 року проєкт «Вікна ТАРС» запущено на екранах у Новосибірському метрополітені. Проєкт являє собою фотографії з актуальних новин з підписами до них. В ході презентації проєкту генеральний директор ІТАР-ТАРС заявив про те, що екрани з «Вікнами ТАРС» розгорнуть у всіх метрополітенах Росії.